# Десятичная классификация Дьюи
Десятичная классификация Дьюи — система классификации книг, разработанная в XIX веке американским библиотекарем Мелвилом Дьюи.

## Общие сведения
Классификация предназначалась для систематизации расстановки книг в общедоступных американских библиотеках, где до того какие-либо общие принципы расстановки книг отсутствовали. Каждая библиотека использовала свои классификационные системы. Дьюи разработал классификацию в 1873 году, ещё будучи студентом колледжа, и в 1876 году опубликовал её в книге «Классификация и предметный указатель для каталогизации и расположения книг и брошюр в библиотеке».
Впоследствии классификация Дьюи послужила основой для разработки универсальной десятичной классификации (УДК).

## История создания ДКД
Создателем Десятичной классификации является М. Дьюи. Он был библиотечным деятелем широкого профиля. Любая область библиотечной работы интересовала его, в каждую он вносил новые идеи и технические усовершенствования. Однако наибольший вклад он внес в развитие библиотечной классификации, создав ДК. Ш. Р. Ранганатан справедливо считает, что именно с неё следует вести летоисчисление современной классификации.
В поисках лучшей формы организации библиотеки Амхерстского колледжа (где он работал), Дьюи посетил около 50 библиотек Нью-Йорка и Новой Англии. Огромные расходы времени и средств на постоянную переклассификацию книг и малоэффективная деятельность библиотек привели Дьюи к выводу, что необходима система классификации книг по их содержанию, а не по форматам, что она должна строиться по научным дисциплинам, быть простой в использовании, универсально применимой, по возможности стабильной, оснащенной понятными индексами и алфавитно-предметным указателем (АПУ).
Дьюи пришёл к выводу, что нужно использовать самые простые и понятные для всех символы (индексы) и полагает, что этому требованию больше всего отвечают арабские цифры. Здесь он кратко выразил важное соображение о том, что последовательность буквенного ряда воспринимается нами с большими трудностями, чем последовательность цифр и числового ряда.
Он разработал свою схему, консультируясь с профессорами колледжа и используя, как это хорошо показано Е. И. Шамуриным, все то ценное, что было сделано в области библиотечной классификации его предшественниками. В 1873 году Дьюи применил эту схему в библиотеке колледжа, а спустя 3 года анонимно опубликовал под названием «Классификация и предметный указатель для каталогизации и расположения книг и брошюр библиотеки». Первое издание ДКД было небольшим по объёму — 43 страницы — и включало тысячу делений с трехзначными индексами. Дьюи использовал трехзначные индексы для основных отделов, так же как и для подотделов второй и третьей ступени, в целях упрощения расстановки книг на полке и карточек в каталоге.
ДКД была встречена библиотекарями по-разному, одни относились к ней благожелательно, другие — критически. Известный английский теоретик классификации Б. Сейерс вспоминает, что ДКД в её первом издании произвела на него впечатление слишком сложной. Тем не менее, она постепенно стала распространяться в библиотеках США, а затем в Англии. Тот же Сейерс отмечает, что эта схема появилась весьма кстати, так как она подоспела ко времени более интенсивного развития публичных библиотек. Принятая в них преимущественно крепостная расстановка книг теперь могла замениться более эффективной систематической расстановкой, позволяющей перейти к открытому доступу к фондам. Таким образом, классификация Дьюи содействовала открытому доступу к книгам, который, по словам Б. Кастера, является наиболее крупным вкладом США в библиотековедение и демократизацию библиотек.
Второе издание вышло в 1885 году уже с указанием фамилии составителя и с первыми словами названия — «Десятичная классификация …». Оно было объёмом в 314 страниц. С 1894 года началась публикация сокращенных изданий ДКД для небольших публичных библиотек. Схема Дьюи оставалась под непосредственным его руководством до 1924 года, когда контроль авторского права был передан учебному фонду Клуба Лейк Плесид, при котором было создано агентство «Форест-пресс» по развитию, изданию и распространению ДКД. Подготовкой 12-15 изданий схемы занимались лица, приглашенные этим агентством и обучаемые Дьюи.
С 1934 года сектор ДК Библиотеки Конгресса публикует «Указания и решения по применению Десятичной классификации».
Что касается структуры, то по 14-е издание включительно сохранялась первоначальная структура ДКД, но в 15-м издании (1951 год) с целью осовременивания схемы её структура и АПУ настолько радикально были пересмотрены, что библиотеки отвергли его. Не помогла этому изданию и другая его редакция, осуществленная сыном Дьюи. После такой неудачи в развитии ДКД руководство ею приняла на себя Библиотека Конгресса, с которой «Форест-пресс» при участии АЛА заключило специальное соглашение. 16-е издание, первое, подготовленное Библиотекой Конгресса, вышло в 1958 году в двух томах: один включал таблицы, другой — АПУ. В этом издании была восстановлена прежняя структура схемы. Выпуск 19-го издания приурочивался к столетию ДКД.
В 1988 году права на ДК перешли к Online Computer Library Center вместе с приобретением «Форест-пресс».
Последнее, 23 издание состоит из 4 томов: первый том содержит изменения относительно предыдущей редакции, описание, общие положения, инструкции и таблицы; второй и третий тома содержат индексы 000-599 и 600-999 соответственно; четвёртый том включает в себя АПУ.
| Полное издание | Год публикации | Сокращенное издание | Год публикации |
| -------------- | -------------- | ------------------- | -------------- |
| 1              | 1876           |                     |                |
| 2              | 1885           |                     |                |
| 3              | 1888           |                     |                |
| 4              | 1891           |                     |                |
| 5              | 1894           | 1                   | 1895           |
| 6              | 1899           |                     |                |
| 7              | 1911           |                     |                |
| 8              | 1913           | 2                   | 1915           |
| 9              | 1915           |                     |                |
| 10             | 1919           |                     |                |
| 11             | 1922           | 3                   | 1926           |
| 12             | 1927           | 4                   | 1929           |
| 13             | 1932           | 5                   | 1936           |
| 14             | 1942           | 6                   | 1945           |
| 15             | 1951           | 7                   | 1953           |
| 16             | 1958           | 8                   | 1959           |
| 17             | 1965           | 9                   | 1965           |
| 18             | 1971           | 10                  | 1971           |
| 19             | 1979           | 11                  | 1979           |
| 20             | 1989           | 12                  | 1990           |
| 21             | 1996           | 13                  | 1997           |
| 22             | 2003           | 14                  | 2004           |
| 23             | 2011           | 15                  | 2012           |

На данный момент внесение изменений в ДК лежит на плечах редакторского состава, располагающегося в секторе ДК Библиотеки Конгресса и OCLC. Их правки рассматриваются Редакционным комитетом Десятичной классификации (международный совет, состоящий из 10 членов и собирающийся дважды в год). Публикацией новых версий занимается OCLC. Существует также регулярно обновляющаяся онлайн версия.
Схема Дьюи также была использована в качестве основы для классификации, разработанной Международным библиографическим институтом в конце 19 — начале XX века. Эта классификация представляет собой европейский вариант ДКД и называется «Универсальной десятичной классификацией» (УДК).

## Структура ДКД
Ещё до окончания колледжа в 1873 году Дьюи представляет в библиотечный совет колледжа в Амхерсте докладную записку, в которой формулирует основные положения предлагаемого им построения классификации: «Установление главных классов, не превышающих по числу девять, и обозначение каждого класса одной из девяти значимых цифр. Последующее деление каждого из этих классов осуществляется не более чем на девять подклассов с обозначением присоединяемой справа новой цифры, как в десятичной дроби. Дальнейшее деление каждого из этих 81 подкласса производится не более чем на девять подотделов. Таким образом все подотделы одного класса образуют часть библиотеки с возможностью неограниченного дальнейшего деления».
Отдав предпочтение цифровым индексам, Дьюи полностью отказывается от включения в состав индексов каких-либо других знаков (букв, знаков препинания и др. знаков). Таким образом, в его классификации мы встречаемся с ярко выраженным примером «чистой» индексации. В этом её большое достоинство, почти не встречающееся в позднейших системах.
Простота индексов достигается и применением правила «трехзначного минимума». Десятичные индексы в первоначальном их виде имеют не вполне ясную последовательность: например, индексы 51, 52, 53 и все последующие разделы и подразделы класса 5, независимо от числа знаков, должны предшествовать однозначному индексу 6. Такой порядок не соответствует числовому значению индексов. Чтобы избежать этого, Дьюи предпочел удлинить индексы первой и второй ступени деления, присоединив к ним один или два нуля справа, благодаря чему была достигнута более понятная числовая последовательность индексов: 500 (вместо 5), 510, 520, 530 и т. д. (вместо 51, 52, 53). При подобном оформлении индекс 600 (вместо 6), естественно, следует за последним делением пятого класса с индексом 599.
Сегодня ДКД видоизменилась и в её структуру входят 3 уровня деления:
ПЕРВЫЙ УРОВЕНЬ ДЕЛЕНИЯ. ДЕСЯТЬ ОСНОВНЫХ КЛАССОВ
- 000 - Информатика, информация и общие работы
- 100 - Философия и психология
- 200 - Религия
- 300 - Социальные науки
- 400 - Язык
- 500 - Наука
- 600 - Технологии
- 700 - Искусство и отдых
- 800 - Литература
- 900 - История и география

## Парадигматические отношения в ДКД
Парадигматические отношения — это отношения между классификационными делениями (классами), зафиксированные с помощью иерархической структуры таблиц классификации, а также с помощью ссылочно-справочного аппарата.
Парадигматические отношения отражают смысловые связи между лексическими единицами. В практической жизни и в процессе индексирования, в том числе и в ДКД, мы встречаемся с некоторыми видами парадигматических отношений.
Самыми распространенными в ДКД являются 3 вида парадигматических отношений:
- Отношения типа «Род-вид»
- Отношения типа «Система-элемент»
- Отношения типа «Целое — часть»

Приведем примеры этих отношений:
Это, прежде всего родовидовые (иерархические) отношения между понятиями. Такую систему отношений мы встречаем в таблицах классификации, если будем двигаться сверху вниз, например, животные — беспозвоночные — членистоногие — хордовые — холоднокровные позвоночные — рыбы — птицы — млекопитающие.
В ДКД встречается такой тип парадигматических отношений как «Система — элемент», например, Библиография — каталоги, рукописные книги — инкунабулы, Библия — Ветхий завет и т. д.
Приведем (с примерами) ещё один распространенный вид парадигматических отношений в ДКД: «Целое — часть», например: лингвистика — системы письменности — этимология — фонология и фонетика — грамматика; математика — арифметика — алгебра — анализ — геометрия и др.
Реже в ДКД встречаются следующие виды парадигматических отношений:
- «Соподчиненность понятий»
- «Пересечение понятий»
- Отношения типа «Причина следствие»

Довольно редко в ДКД встречаются связи между соподчиненными понятиями, являющимися «видами» одного и того же «рода». Например, личность — бессознательное — подсознательное.
Порой понятия пересекаются друг с другом (география — история; библиотековедение — информационные науки; философия — психология).
«Причина — следствие» (охрана здоровья — предупреждение болезней). Некоторые классификации парадигматических отношений содержат десятки типов, но в библиотечной практике мы редко с ними встречаемся.

## Машиночитаемая версия ДКД
Обозначим некоторые причины, благодаря которым мы можем использовать ДКД в машиночитаемой форме.
- Десятичный принцип деления очень удобен для программирования, так как позволяет назначать каждой рубрике универсальный десятичный код в строгом десятичном порядке. Такой десятичный принцип индексации делает Десятичную классификацию особенно удобной для электронных библиотек.
- Это довольно простая и удобная система классификации, что делает её особенно пригодной для малых и средних библиотек, хотя она позволяет классифицировать практически неограниченный объём информации. Это гибкая система, позволяющая добавлять рубрики в соответствии с конкретными задачами, не меняя при этом общий принцип и порядок десятичной классификации.
- Использование системы десятичной классификации М. Дьюи, позволяет легко перейти к УДК (Универсальной Десятичной Классификации), которая распространена во многих странах мира, так как в основе УДК на уровне трехзначных номеров лежит классификация Дьюи.
- Методика составления индекса в ДКД отличается следующим: точкой отделяются только первые три знака, а все остальные, независимо от их числа, даются без каких- либо разделительных знаков. Так, например, при составлении индекса на понятие «Соли урана» берется индекс 546.431 — уран и к нему добавляется окончание индекса 546.24 — соли. В результате «История математики» от основного индекса 510 отбрасывается ноль и из таблицы определителей прибавляется 09, и в результате получается индекс 510.9. Такая методика составления индексов в ДКД делает их более машиночитаемыми, исключая ту неопределенность, которую в УДК несут в себе, например, составные индексы с двоеточием, дающие возможность при прочтении толковать их по-разному, чего в информационно-поисковом языке необходимо избегать.
- Отсутствие в ДК различных знаков ведет к возможности увеличения информативности индекса и большей его точности, так как количество знаков, вводимых в машину в индексе ограничено. При создании электронного каталога ГПНТБ России в машину вводится в индекс 27 знаков, включая скобки, знак отношения и т. д.
- Электронная версия ДКД не имеет ограничений по объёму, характерных для книжной версии. У нас есть возможность расширять указатель с тем, чтобы облегчить работу систематизатора. Например, «Экология полей» отражена в указателе книжного издания только предметной рубрикой «Луга — экология», в то время как в электронной версии мы можем дать также рубрику «Экология лугов».

Начиная с 1993 г. полное издание ДКД публикуется также в электронной форме. Оптический диск Electronic Dewey («Электронный Дьюи»), MS-DOS версия 20-го издания, выпущенный в 1993 г., обновлен в марте 1994 г. Сразу же после публикации 21-го издания ДКД в книжной форме появился и его вариант на CD-ROM под названием «Dewey for Windows». Обновляемый CD-ROM выпускается ежегодно.
Впервые последнее, 20-е издание получило не только «бумажное», традиционное воплощение, но и машиночитаемый вариант, то есть создана база данных на CD-ROM названная «Electronic Dewey». Колоссальная информационная ёмкость, удобные физические характеристики, совместимость с обычными персональными компьютерами делает CD-ROM самым эффективным средством для публикации и распространения больших объёмов информации. Двадцатое издание снабжено компакт-диском, который может использоваться в персональном компьютере. Имея такой компакт-диск, библиотека получает возможность пользоваться таблицами при обращении к любому терминалу системы.
Поиск в Electronic Dewey может вестись по индексам, ключевым словам, предметным рубрикам и по Булевым комбинациям.
Учитывая, что 85 % библиотек США и Канады работают по системе ДКД, использование системы Дьюи открывает огромные возможности для сотрудничества, так как информационно-поисковый язык становится общим. Система индексов Дьюи делает проще связь с базами данных огромного количества библиотек. Если есть система отдаленного теледоступа, можно например, по каналам связи обмениваться информацией между базами данных, имеющимися в ГПНТБ России и базами данных зарубежных партнеров. При наличии АИС, базирующейся на одинаковой лингвистике, то есть использующей один и тот же информационно-поисковый язык, значительно упростится и ускорится поиск нужной информации, увеличится возможность доступа к большому числу баз данных в обмен на нашу информацию.
Эта проблема имеет первостепенное значение в свете расширяющегося развития межбиблиотечной интеграции и информатизации общества.
Изучение и применение Десятичной классификации Дьюи встало на повестку дня и в России в связи с налаживанием обмена библиографической информацией с зарубежными центрами. В ГПНТБ России ведется работа по переводу Десятичной классификации Дьюи в рамках договора между ГПНТБ России и OCLC на перевод, издание и распространение этого труда.
В выпущенном в 2003 году 21-м издании прошло упорядочение и расширение записей ДКД. Упорядочение упростило использование ДКД и расширило возможности онлайнового поиска, поскольку один и тот же аспект различных проблем представлен теперь одной нотацией. В 21 издании сознательно сократили количество адъективных заголовков, предложенных фраз и неясных заголовков. Так как, работая с печатным изданием, сравнительно просто сопоставить заголовок с контекстом: для этого достаточно взглянуть на заголовок страницы или на иерархию заголовков. В электронной среде мы имеем дело с одной записью, находящейся вне контекста, если не вызывается страница или иерархический ряд.
Сегодня ГПНТБ России ведется работа над выпуском 22 издания ДКД.

## Назначение и область применения ДКД
Изначально М. Дьюи создавал свою классификационную систему для двух целей — для систематизации книг и их расстановки. Но в современном мире область применения и назначения ДКД многогранна.
ДК М. Дьюи сегодня — самая распространенная в мире система классификации. Более 200000 различных библиотек — публичных, научно-технических, университетских, музейных и др. — в 135 странах используют данную систему для классификации книг, периодических изданий, фильмов, картин. ДКД переведена на 35 языков.
С середины семидесятых годов ДК используется в 85 процентах библиотек США и Канады. Она применяется почти во всех странах Британского Содружества, Норвегии, Италии, Греции, во многих странах Латинской Америки, Дальнего Востока. ДК распространена и во многих странах Азии и Африки, охватывая почти полностью арабский Восток и весь мусульманский мир.
В США примерно 95 % публичных библиотек, 90 % библиотек колледжей и университетов и свыше 60 % специальных библиотек используют ДК для расстановки фондов.
Во многих странах, в отличие от США, ДКД используется не только для расстановки книг в библиотеках, но и для организации систематических каталогов и построения библиографических указателей, включая национальную библиографию. ДКД применяется в национальных библиографиях 59 стран: 17 — в Африке, 13 — в Америке и Карибском бассейне, 7 — в Европе, 7 — на Ближнем Востоке и 15 стран в регионе Азии и Тихого океана.
Кроме того, ДКД используется и по сей день в США в централизованной каталогизации. Библиотека Конгресса США — главный орган централизованной каталогизации в стране, начав проставлять индексы ДКД на печатных карточках, стремилась охватывать ими все отечественные и зарубежные книги, поступающие в её фонды. В настоящее время индексами ДКД охватывается примерно 40 % поступающей в Библиотеку Конгресса литературы. В эти 40 % входят книги на английском, французском и выборочно на немецком, испанском и португальском языках.
ДКД имеет большие потенциальные возможности в плане многоязычного переключения. Национальные библиотеки, национальные библиографии, библиотеки различного типа, повседневно применяющие индексы ДКД, получают возможность использования самых различных поисковых средств, в том числе Всемирного сводного каталога OCLC.
OCLC Forest Press предпринимает грандиозную программу по переводу самой системы и связанных с ней материалов. За последнее десятилетие ДКД переведена на арабский, французский, итальянский, персидский, испанский и турецкий языки. Новые переводы (на арабский, китайский, французский, греческий, иврит, исландский, итальянский, норвежский, русский и испанский) предложены или уже делаются.
Некоторые библиотеки и службы информации в Интернет независимо друг от друга стали использовать основные деления ДКД в качестве инструмента организации и навигации ресурсов в WWW. Dewey home page на WWW содержит связи с некоторыми из этих систем.
ДК не зависит от языка, а её обозначения являются общедоступными, поскольку состоят из арабских цифр, понятных во всем мире. Другой классификационной схемы, в которой столь полно и тщательно были бы разработаны разделы религии, нет. Поэтому многие религиозные электронные библиотеки в сети Интернет используют именно ДКД и объясняют её преимущество перед другими библиотечно-библиографическими классификациями.
В ГПНТБ России используют ДКД для индексирования отечественной литературы по экологии для баз данных по экологии.
Основанный на ДКД браузер разработан, например, для NetFirst — базы данных OCLC. Весной 1998 г. началась работа над следующим проектом. Предполагалось ввести заголовки классификационных делений ДКД в отобранных более узких категориях в качестве заголовков в язык браузеров. Книжная и электронная версии ДКД обеспечивают хороший выбор альтернатив, позволяющих организовать просмотр в зависимости от тех или иных потребностей пользователей, которые работают с базами данных в онлайновом режиме.
Имеется ряд интересных предложений и разработок, обеспечивающих эффективный просмотр с учётом различных групп пользователей, например в проекте, называемом Fem/DDC, в котором сделана удачная попытка использовать ДКД в сочетании с тезаурусом для поиска в такой междисциплинарной области, как «Women’s studies» («Исследования по женским вопросам», обычно под этим обобщающим заголовком объединяется широкий, практически универсальный охват «женских» проблем). В другом проекте, предназначенном для математиков, классификационные индексы ДКД связаны с «American Mathematical Society Mathematics Subject Classification» («Предметная классификация по математике Американского математического общества»). В 1996 г. предложен гипертекстовый браузер, по структуре соответствующий ДКД, в котором используются модифицированные заголовки без индексов. Недавно[когда?] предложен проект использования ДКД при направленном аспектном поиске в электронном каталоге.
Некоторые библиотеки в России (например, библиотека Европейского университета в Санкт-Петербурге) уже используют ДКД как основную классификационную систему.
Другие библиотеки, такие, как ГПНТБ России, могут использовать таблицы ДКД на русском языке для эффективного поиска во Всемирном сводном каталоге OCLC, а также для обеспечения дополнительных возможностей тематического поиска.

## Интересные факты
В сентябре 2003 года OCLC подала в суд на  находящийся в Нью-Йорке Library Hotel за использование десятичной классификации в своём оформлении. Каждый гостевой этаж отеля (начинаются с третьего) соответствует одной из главных категорий первого уровня деления (категории 000-200 находятся, соответственно, на 10-12 этажах), номера на этаже соответствуют подкатегории. Так, например, 5-й этаж посвящен науке (500), включая такие номера, как "математика" (500.001) или "астрономия" (500.006), а 12-й этаж посвящён религии (1200.002 - африканские религии). Каждый номер включает в себя оформление и набор книг, соответствующие заявленной тематике.
Суд завершился соглашением, согласно которому отелю разрешается продолжать использовать ДК для своего продвижения в обмен на признание прав на ДК за OCLC и пожертвование в благотворительную организацию, занимающуюся обучением детей грамотности.